# Zaid ibn Shaker
Zayd bin Shakir (en árabe: الأمير زيد بن شاكر), nacido en 1934 y fallecido el 30 de agosto de 2002, fue un político y militar jordano, llegando a ser mariscal de Campo y primer ministro, este último cargo a lo largo de tres etapas diferentes.
Perteneció a una familia que siempre fue cercana a los Hachemí, el linaje real jordano. De hecho, su posición social y sus logros militares le hicieron ser primer ministro, como ya se ha dicho en este artículo antes, durante tres periodos:
- Del 27 de abril de 1989 hasta el 4 de diciembre de 1989.
- Del 21 de noviembre de 1991 hasta el 29 de mayo de 1993.
- Del 7 de enero de 1995 hasta el 4 de febrero de 1996.

- Datos: Q144288
- Multimedia: Prince Zeid bin Shaker Al-Hashemi / Q144288